# Oscar Gobern
Oscar Gobern (Birmingham, 26 gennaio 1991) è un calciatore inglese, centrocampista dell'Havant & Waterlooville.

## Biografia
Suo fratello maggiore Lewis è stato a sua volta un calciatore professionista.

## Carriera

### Club
Nella stagione 2008-2009 gioca 6 partite in seconda divisione con il Southampton, club con cui, dopo un breve periodo in prestito ai MK Dons all'inizio della stagione 2009-2010, gioca in terza divisione dal 2009 al 2011. Gioca in questa categoria (e ne vince i play-off) anche nella stagione 2011-2012, con l'Huddersfield Town (21 presenze e 2 reti), club con cui nelle stagioni 2012-2013, 2013-2014 e 2014-2015 gioca poi in seconda divisione, totalizzandovi complessivamente 50 presenze ed una rete nell'arco di due stagioni e mezza: nella prima parte della stagione 2014-2015 gioca infatti al Chesterfield, in terza divisione (3 presenze). 
Nella stagione 2015-2016 viene tesserato dal QPR, club di seconda divisione, con cui gioca però in tutta la stagione solamente 2 partite in Coppa di Lega, alle quali aggiunge anche un periodo in prestito al Doncaster, con cui gioca 5 partite in terza divisione.
Nell'estate del 2016 si trasferisce al Mansfield Town, club di Football League Two (quarta divisione); dopo 9 presenze, si trasferisce per la seconda parte di stagione al Ross County, club della prima divisione scozzese, con cui gioca però solamente una partita in Coppa di Scozia. Nella stagione 2017-2018 gioca nuovamente in League Two, con lo Yeovil Town (11 presenze). Trascorre la stagione 2018-2019 giocando da titolare (44 presenze ed una rete) in National League (quinta divisione, e più alto livello calcistico inglese al di fuori della Football League) con l'Eastleigh; nella stagione 2019-2020 gioca poi nella medesima categoria con il Dover Athletic, che lo riconferma in rosa anche per la stagione 2020-2021. Nell'estate del 2021 si trasferisce all'Havant & Waterlooville, club di National League South (sesta divisione).

### Nazionale
Nel 2009 ha giocato una partita con la nazionale Under-19.